# Tōyo (Ehime)
La Ciudad de Toyo (東予市 Tōyo-shi?) fue una ciudad que se encontraba en la Región de Toyo (東予地方 Tōyo-chihō?) de la Prefectura de Ehime.

## Origen del nombre
Fue seleccionada en el marco de la creación de la Ciudad, que coincidió con la época en el que existía un proyecto de Nueva Ciudad de la Producción (新産業都市 Shinsangyō toshi?), en ese sentido la Ciudad de Toyo contaba con terrenos disponibles en los que se instalaron fábricas, la población aumentaba y se esperaba que fuera la ciudad más importante de la Región de Toyo, por todo ello pasó a ser el nombre de la nueva ciudad.
En realidad el término Toyo (東予 Tōyo?) es una contracción de este (東 higashi?) e Iyo (伊予?), que era el antiguo nombre de la Prefectura. Como tal, incluía a la Ciudad de Toyo, pero además un área mucho más extensa de la zona oriental de la Prefectura de Ehime. Específicamente abarcaba desde la Ciudad de Kawanoe (que actualmente es parte de la Ciudad de Shikokuchuo) hacia el este, hasta el Pueblo de Tanbara del extinto Distrito de Shuso (actualmente es parte de la Ciudad de Saijo) y el Pueblo de Kikuma del Distrito de Ochi (actualmente parte de la Ciudad de Imabari), ambos hacia el oeste.

## Características
Limitaba con las ciudades de Saijo e Imabari, el Pueblo de Tamagawa y la Villa de Asakura, ambas del Distrito de Ochi y actualmente parte de la Ciudad de Imabari), los pueblos de Komatsu y Tanbara, ambos del Distrito de Shuso y en la actualidad parte de la Ciudad de Saijo.

## Historia
- 1971: el 1° de enero se fusionan los pueblos de  Nyugawa (壬生川町 Nyūgawa-chō?) y Miyoshi (三芳町 Miyoshi-chō?), ambos del ya desaparecido Distrito de Shuso, formando el  Pueblo de Toyo (東予町 Tōyo-chō?).
- 1972: el 1° de octubre el Pueblo de Toyo pasa a ser Ciudad de Toyo.
- 1977: en mayo se inaugura el edificio del Ayuntamiento.
- 1994: en marzo se inauguran las instalaciones del Onsen de Hondani.
- 2004: el 1° de enero se integra junto a los pueblos de Tanbara y Komatsu, ambos del Distrito de Shuso, a la Ciudad de Saijo.

Dado que se encontraba entre las ciudades de Imabari y Saijo, cabía la posibilidad de fusionarse únicamente con los pueblos de Tanbara y Komatsu, pero el Pueblo de Komatsu había mostrado desde un principio intenciones de integrarse a la Ciudad de Saijo y posteriormente el Pueblo de Tanbara haría lo mismo. Es así que la Ciudad de Toyo replanteó la estrategia y buscó crear una gran ciudad, comparable a las ciudades de Imabari, Niihama y Shikokuchuo, sumándose a la fusión con la Ciudad de Saijo.

## Accesos

### Autopista
- Autovía Imabari-Komatsu
  - Intercambiador Toyotanbara

### Ruta
- Ruta Nacional 196

### Ferrocarril
- Línea Yosan
  - Tamanoe
  - Nyugawa
  - Iyomiyoshi

### Puerto
- Puerto de Toyo